# Nguyễn Đức Huấn
Nguyễn Đức Huấn (chữ Hán: 阮德訓; 1452 - ?) là một danh sĩ và đại thần thời Lê sơ. Ông đỗ Bảng nhãn khoa Đinh Mùi (1487), làm quan đến bậc Thượng thư và là một thành viên trong hội Tao đàn Nhị thập bát Tú.
Sử liệu còn lưu lại rất ít thông tin về ông. Theo văn bia Tiến sĩ tại Văn Miếu - Quốc Tử Giám, thì ông người huyện Chí Linh, phủ Nam Sách, được xác định là thuộc xã Nhân Huệ, huyện Chí Linh, tỉnh Hải Dương ngày nay. Thời trẻ, ông theo học thầy đồ Trần Ích Phát, người làng Triều Dương, huyện Chí Linh, một danh sĩ đương thời, từng đậu Giải nguyên nhưng 2 lần thi hỏng kỳ thi Hội.
Tháng 3 (âm lịch) năm Hồng Đức thứ 18 (1487), ông thi Hội, đỗ Tiến sĩ. Mgày mồng 7 tháng 4 (âm lịch), vua Lê Thánh Tông thân hành ra đề văn sách hỏi về đạo trị nước. Trần Sùng Dĩnh đỗ Trạng nguyên, Nguyễn Đức Huấn được lấy đỗ Bảng nhãn, Thân Cảnh Vân lấy đỗ Thám hoa. Cả ba đều là học trò của danh sĩ Trần Ích Phát.
Cuối năm 1495, vua Lê Thánh Tông lập hội Tao Đàn, sai ông, bấy giờ đang giữ chức Hàn lâm viện thị thư, cùng 27 vị đại thần danh sĩ khác tham gia xướng họa thơ văn. Tác phẩm của ông hiện còn 6 bài thơ họa thơ Lê Thánh Tông chép trong Toàn việt thi lục.
Hành trạng của ông sau này không được ghi chép rõ. Có tài liệu chép rằng ông làm quan đến bậc Thượng thư, tước Ninh Quận công và từng được cử đi sứ nhà Minh.